# Vuelta Ciclista a León
Die Vuelta Ciclista a León ist ein ehemaliges spanisches Straßenradrennen.
Das Etappenrennen führte durch die Provinz León und fand üblicherweise im August statt. 
Seit Einführung der UCI Europe Tour im Jahre 2005 bis einschließlich zur Austragung 2013 war das Rennen Bestandteil dieser Rennserie und in die Kategorie 2.2 eingestuft. Von 2014 bis zum letzten Jahr der Austragung 2019 war das Rennen Teil des nationalen Kalenders in Spanien.

## Sieger
- 2019  Alessandro Fancellu
- 2018  Óscar González
- 2017  Willie Smit
- 2016  Wolfgang Bumann
- 2015  Cristian Rodríguez
- 2014  Aritz Bagües
- 2013  Jordi Simón
- 2012  José Belda
- 2011  Marc Goos
- 2010  Ángel Vallejo
- 2009  David Belda
- 2008  Wout Poels
- 2007  Miyataka Shimizu
- 2006  José Antonio Carrasco
- 2005  Enrique Salgueiro
- 2004  Víctor Manuel García
- 2003  Javier Ramírez
- 2002  Francisco Palacios
- 2001  Egoi Martínez